# وان‌آپ.کام

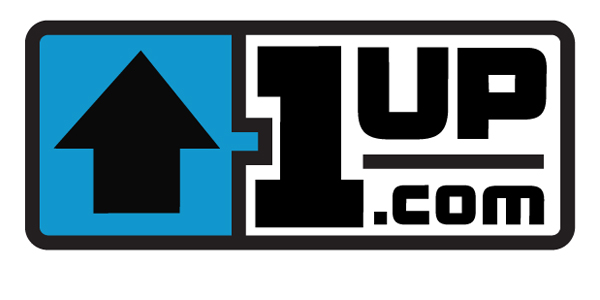
نماد رسمی وان آپ کاپ

وان‌آپ.کام (به انگلیسی: 1UP.com) یک وبگاه اطلاع رسانه‌ای بازی‌های رایانه‌ای است، که اکنون در تملک کمپانی هیرست قرار دارد. این وبگاه ابتدا از طرف شرکت مدیا زیف دیویس تأسیس شد.